# A lyga 2002
L'edizione 2002 della A lyga fu la tredicesima del massimo campionato lituano dal ritorno all'indipendenza, la prima con la nuova denominazione; vide la vittoria finale dell'FBK Kaunas, giunto al suo 4º titolo.
Vide la vittoria finale dell'FBK Kaunas.
Capocannoniere del torneo fu Audrius Šlekys (FBK Kaunas), con 19 reti.

## Formula
La formula fu leggermente cambiata rispetto alla passata stagione: le squadre scesero da 10 a 9, con le retrocesse Vėtra e Dainava Alytus sostituite dal solo Sūduva.
Come negli altri anni le squadre si affrontarono in un doppio turno di andata e ritorno, per un totale di 32 partite per squadra. L'ultima retrocesse direttamente, mentre la penultima effettuò un turno di play-off retrocessione / promozione con la seconda classificata della 1 Lyga che poteva essere promossa (erano cioè escluse le formazioni riserve).

## Classifica finale
|                     | Pos. | Squadra                  | Pt | G  | V  | N  | P  | GF | GS | DR  |
| ------------------- | ---- | ------------------------ | -- | -- | -- | -- | -- | -- | -- | --- |
| Lituania (bandiera) | 1.   | FBK Kaunas               | 78 | 32 | 24 | 6  | 2  | 85 | 20 | +65 |
|                     | 2.   | Atlantas                 | 67 | 32 | 20 | 7  | 5  | 58 | 23 | +25 |
|                     | 3.   | Ekranas                  | 55 | 32 | 16 | 7  | 9  | 43 | 25 | +18 |
|                     | 4.   | Žalgiris                 | 47 | 32 | 12 | 11 | 9  | 46 | 37 | +9  |
|                     | 5.   | Inkaras Kaunas           | 46 | 32 | 13 | 7  | 12 | 34 | 29 | +5  |
|                     | 6.   | Sūduva                   | 41 | 32 | 11 | 8  | 13 | 44 | 50 | -6  |
|                     | 7.   | Sakalas Šiauliai         | 34 | 32 | 8  | 10 | 14 | 30 | 56 | -26 |
|                     | 8.   | Geležinis Vilkas Vilnius | 18 | 32 | 4  | 6  | 22 | 26 | 75 | -49 |
|                     | 9.   | Nevėžis                  | 12 | 32 | 2  | 6  | 24 | 19 | 70 | -51 |

### Play-off
| Squadra 1      | Totale      | Squadra 2                | Andata | Ritorno |
| -------------- | ----------- | ------------------------ | ------ | ------- |
| Šviesa Vilnius | 2 - 2 (gfc) | Geležinis Vilkas Vilnius | 1 - 0  | 1 - 2   |

### Verdetti
- FBK Kaunas Campione di Lituania 2002.
- Geležinis Vilkas Vilnius (dopo play-off) e Nevėžis Kėdainiai retrocesse in I lyga.
- Šviesa Vilnius promosso in A lyga.